# Corriente peligrosa
Corriente peligrosa (título original: Undercurrent) es una película estadounidense de suspenso de 1998, dirigida por Frank Kerr, escrita por Wayne Behar, musicalizada por Christopher Lennertz, en la fotografía estuvo Carlos Gaviria y los protagonistas son Lorenzo Lamas, Brenda Strong y Frank Vincent, entre otros. El filme fue realizado por Fries/Schultz Film Group y se estrenó el 23 de junio de 1998.

## Sinopsis
Un encargado de un club nocturno tiene problemas económicos, accede a una propuesta para conquistar a la esposa de otro hombre a cambio de plata, al poco tiempo se ve inmerso en una red de timadores.